# Josep Pacreu Terradas
Josep Pacreu Terradas (La Bisbal, Girona, 28 de febrer de 1978) és un exjugador de bàsquet català. Amb 1,94 metres d'alçada, la seva posició a la pista era la d'escorta.

## Carrera esportiva
Va començar jugant a la cantera del CB La Bisbal, per passar a incorporar-se a les categories inferiors del Joventut de Badalona. La temporada 1995-96, formant part de l'equip júnior verd-i-negre, va debutar en la lliga ACB amb el primer equip del club; va ser en un partit a l'Olímpic davant el Reial Madrid. Les dues temporades següents les va fer al vinculat Sant Josep, de la lliga EBA, completant partits també amb el primer equip del Joventut. Se'n va anar cedit el 1998 al Cabitel Gijón, de la lliga LEB, i al Menorca Bàsquet el 1999, també de la LEB, per tornar la temporada 2000-01 al Joventut. El 2001 va seguir jugant a l'ACB, però al Gijón Baloncesto, i a partir d'aquesta temporada alternà diferents equips de LEB i EBA.
Va ser internacional sub22 amb la selecció espanyola.